# آزادراه ام۷۳

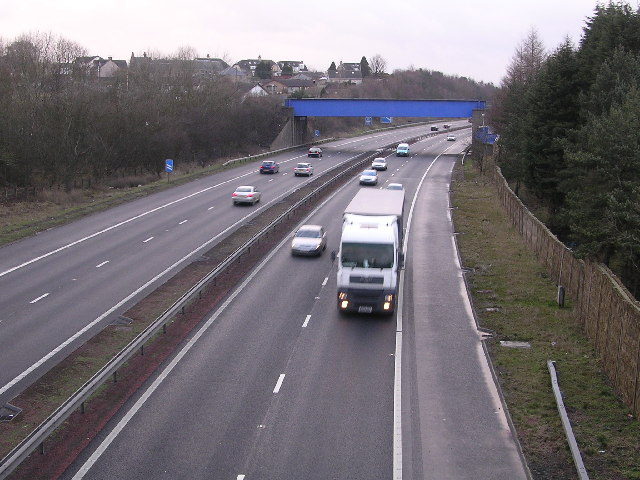
آزادراه ام۷۳

آزادراه ام۷۳ (به انگلیسی: M73 motorway) یک آزادراه در کشور اسکاتلند است.
این آزادراه که از شهر اودینگستون شروع میشود، ۱۱.۳ کیلومتر (۷ مایل) مسافت دارد و از شهرهای مهمی مانند کامبرنولد، همیلتون، موترول و کارلایل عبور میکند.